# Soay (ö i Storbritannien, Highland)
Soay är en ö i Storbritannien.   Den ligger i kommunen Highland och riksdelen Skottland, i den nordvästra delen av landet, 700 km nordväst om huvudstaden London. Arean är 10,4 kvadratkilometer.
Terrängen på Soay är platt. Öns högsta punkt är 134 meter över havet. Den sträcker sig 4,3 kilometer i nord-sydlig riktning, och 4,7 kilometer i öst-västlig riktning.